# 가이란
가이란(중국어 간체자: 芥兰, 정체자: 芥蘭, 월병: gaai3 laan4*2, 병음: jièlán 제란[*])은 브라시카 올레라케아의 재배품종이다.

## 특징
두꺼운 줄기에 윤이 나는 두껍고 평평한 잎이 달려 있고, 꽃뭉치는 브로콜리의 꽃뭉치와 비슷하지만 크기가 훨씬 작다. 브로콜리보다 향이 강하고, 맛이 약간 더 쓰다.

## 쓰임새
중국 요리에 쓰인다.

## 사진 갤러리

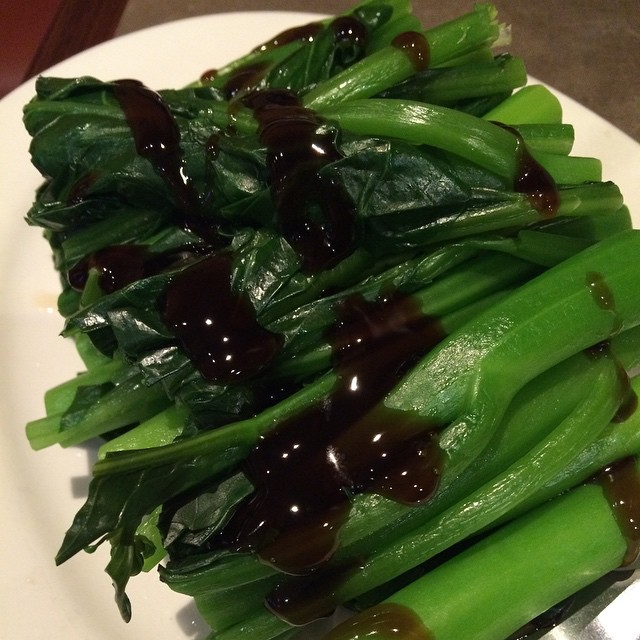
굴소스를 얹은 가이란
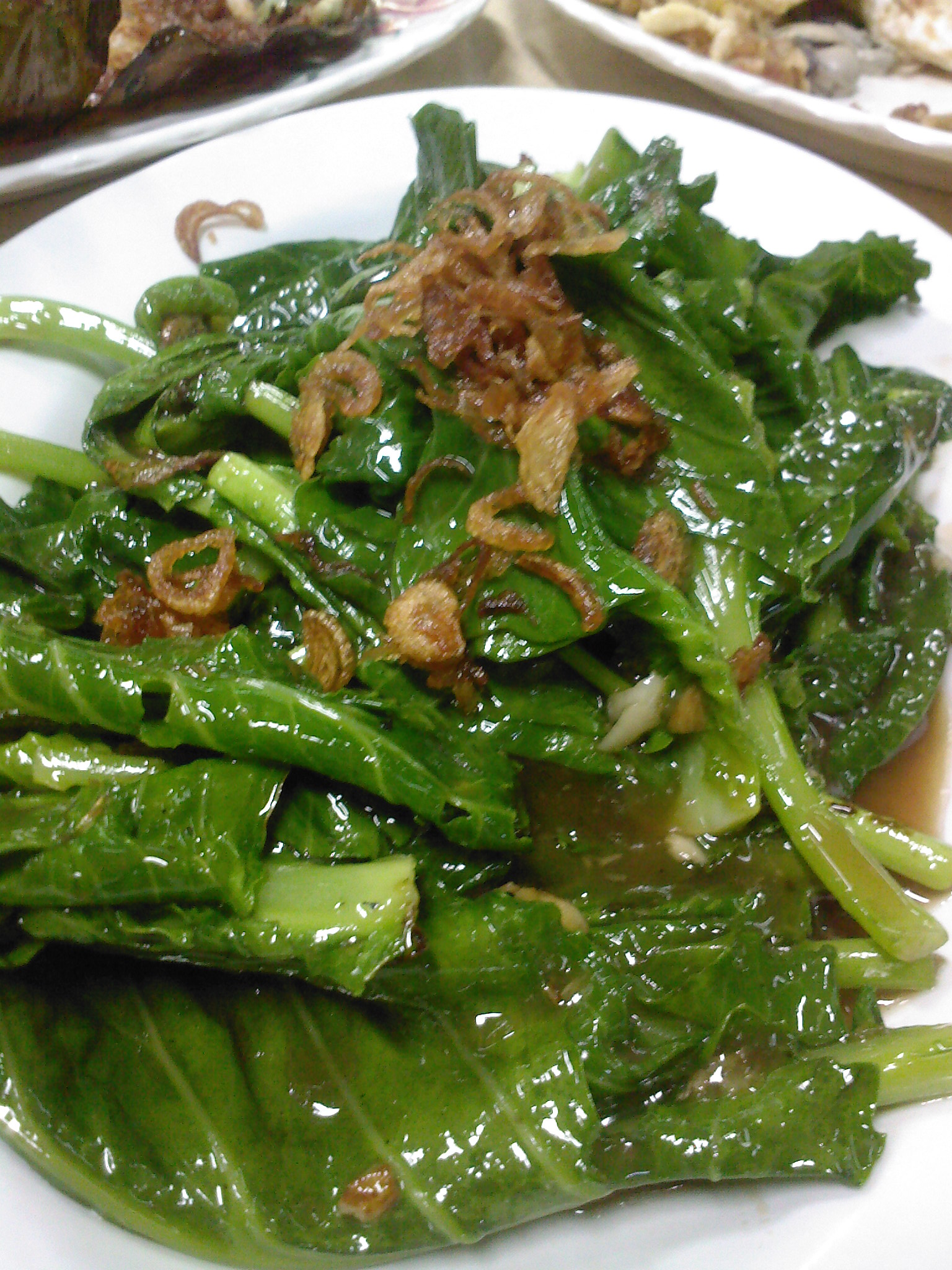
중국의 어린 가이란 볶음
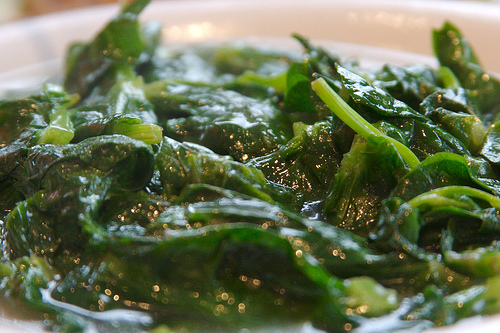
홍콩의 가이란 볶음
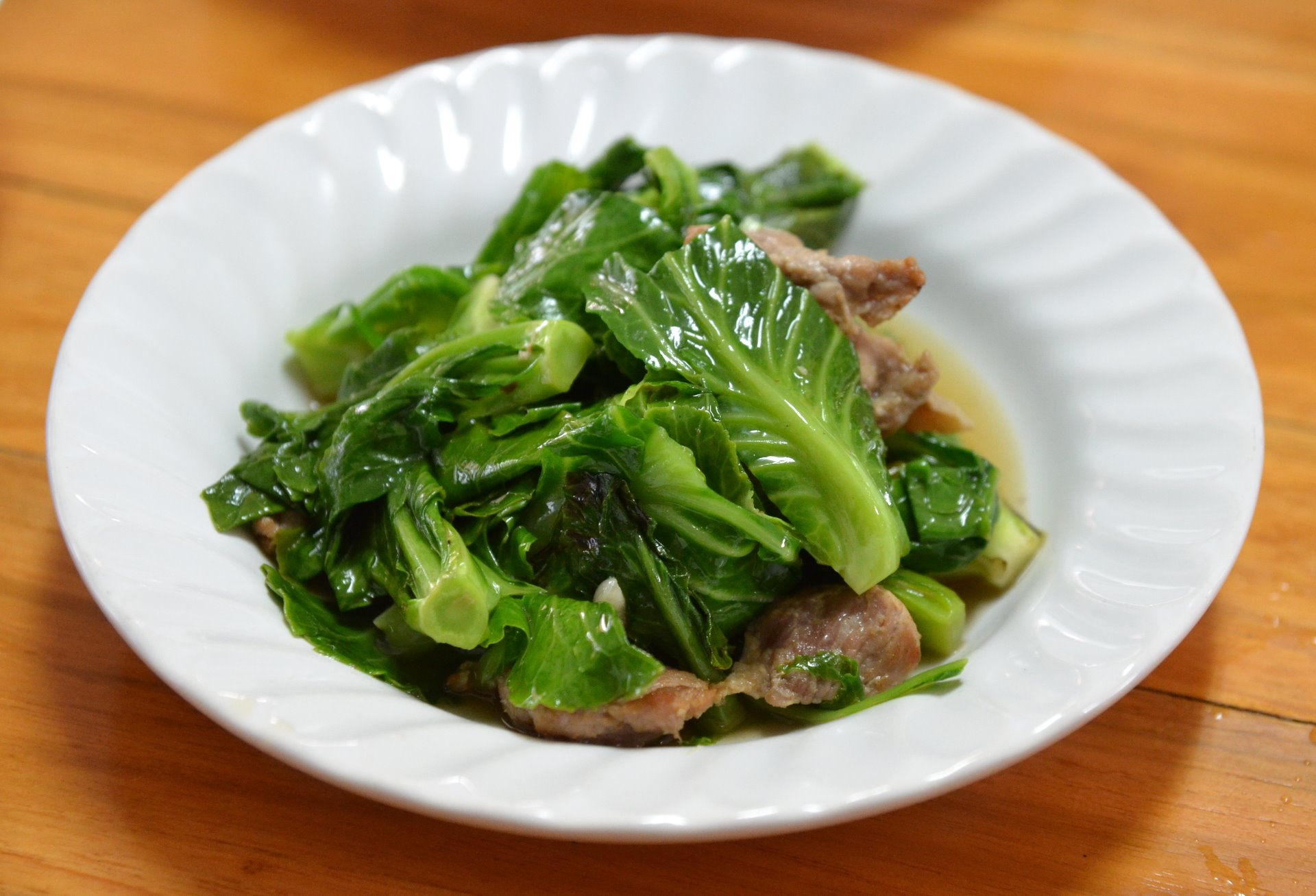
태국의 돼지고기-가이란 볶음
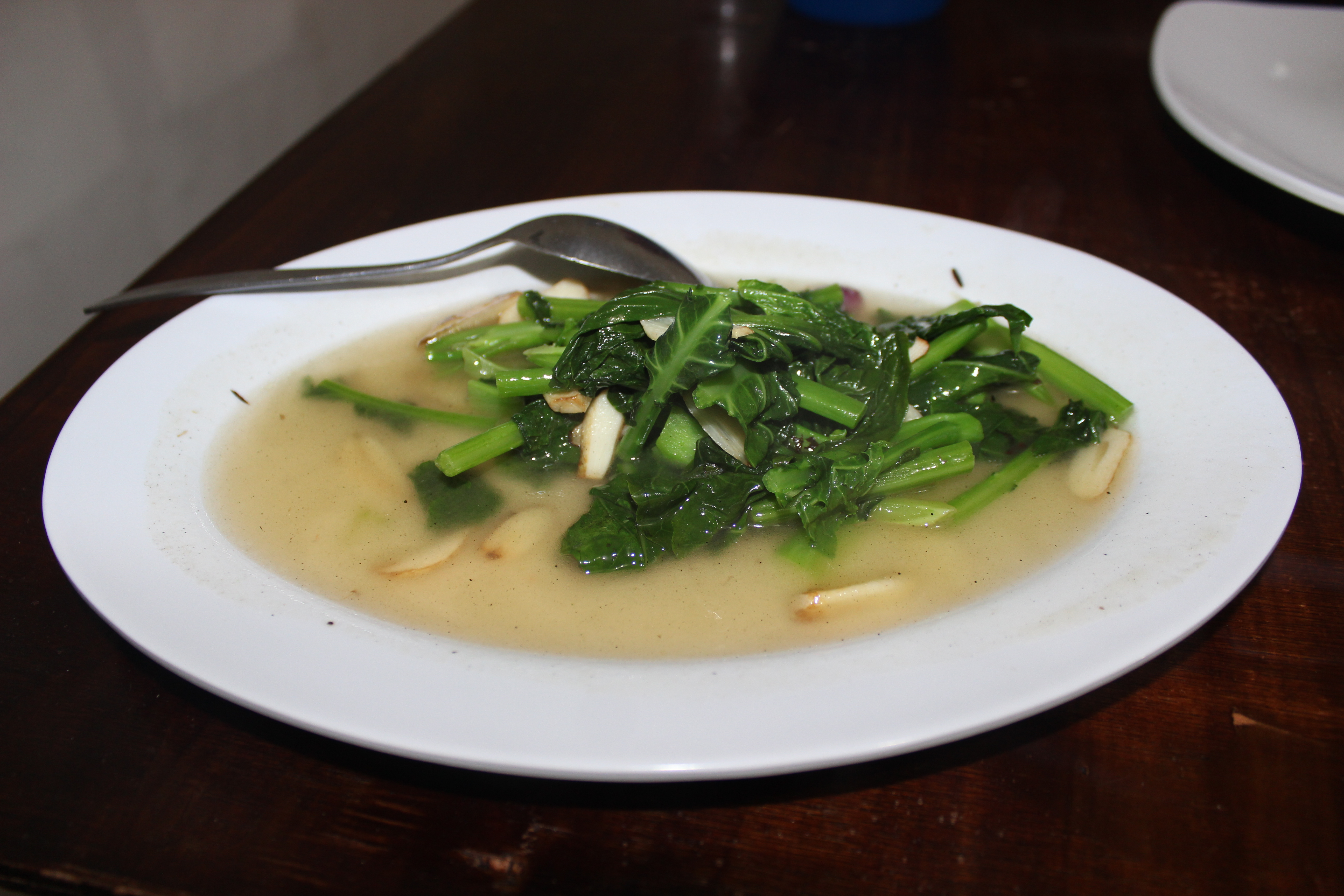
인도네시아의 가이란 볶음

## 같이 보기
- 청경채
- 채심
- 케일 (채소)
- 유채
- 라피니